# Guanilatna ciklaza - spregnuta sa receptorom
Guanilatna ciklaza - spregnuta sa receptorom ili guanilatna ciklaza vezana za membranu je transmembranski protein.
Predstavnici ove grupe katalitičkih receptora su: 
- GC-A (NPR1/GUCY2A) & GC-B (NPR2/GUCY2B): za natriuretičke faktore kao što je atrijal natriuretički faktor (ANF).
- GC-C (GUCY2C): za guanilin i uroguanilin.
- GC-D (GUCY2D)
- GC-E (GUCY2E)
- GC-F (GUCY2F)

Takođe postoji ljudski pseudogen za GUCY2GP.

## Spoljašnje veze
- Guanylate+Cyclase-Coupled+Receptors на 